# Kerkinisøen
Kerkinisøen (græsk: Λίμνη Κερκίνη - Limni Kerkini) er et kunstigt reservoir skabt af en dæmning ved Strymon-floden, i den regionale enhed Serres i Centralmakedonien, Grækenland. Det blev oprettet i 1932 og derefter ombygget i 1980, på stedet for det, der tidligere var et omfattende marskland.
Kerkini-søen er nu en af de førende lokaliteter for fuglekiggeri i Grækenland, da den ligger langs trækvejen for fugle på vej til Det Ægæiske Hav, Balkan-regionen, Sortehavet, de ungarske stepper og videre.

## Historie
Før 1932 var der uregelmæssige sumpsøer på Strymon, en af dem kaldet "Podkova" (på bulgarsk og slavisk makedonsk "Podkova" betyder "hestesko", som findes i osmanniske tyrkiske optegnelser: ђودقوه كولي Podkova Gölü.).
Kerkini-søen blev skabt ved at lave volde på den østlige og vestlige side af floden og af en dæmning bygget nær landsbyen Lithotopos, som begyndte at fungere i 1932.
Som tiden gik, blev søens kapacitet reduceret på grund af silt aflejret af Strymon-floden. Så det var nødvendigt at hæve voldene og bygge en ny dæmning, som kom i drift i 1982.

## Geografi
Søens vigtigste vandkilde er Strymon-floden, selvom den også får vand fra Kerkinitis-floden fra Krousia.
Søens omkringliggende område er fladt. Søens størrelse varierer fra 54 km2 til 72 km2.
Søen er et teknisk værk af stor værdi for landbruget og giver en hydrobiosfære for tusindvis af vandfugle.

## Natur
Søen er beskyttet som Ramsarområde under den internationale Ramsar-konvention. Der er tusindvis af fugle, både sjældne og beskyttede, skove langs floden, åkander i et stort område, variation af fisk og fantastisk panoramaudsigt fra bjergene i Belasica og Krousia. Ved søen er fundet 227 fuglearter, især ikke-migranter, hvoraf 76 er registreret på den nationale rødliste, mens mindst 31 af dem er beskyttet af EUs Habitatdirektiv. Det, der gør en enestående tilstedeværelse, er bøflernes flok i området, plus den af jackeloerne i området ved Kerkini-søen. I søens omkringliggende område er der mindst 10 paddearter (frøer, salamandere, vandsalamandre, fem sneglearter, 19 krybdyrarter (øgler, slanger, skildpadder) og en lang række insekter, som spiller en vigtig rolle i fødekæden og bidrager til søens biologiske ressourcer.
Den menneskelige indgriben griber normalt negativt ind over for de naturlige processer. Kerkini-søen er et sjældent eksempel, hvor den nænsomme menneskelige håndtering har haft det stik modsatte resultat.

## Galleri
- Krousia-bjerget set fra søen
- Flamingoer over søen
- Hvide pelikaner ved søen
- Bøfler
- Udsigt
- Udsigt
- Dæmningen ved Kerkinisøen